# Abraham Benrubi
Abraham Rubin Hercules Benrubi (Indianápolis, 4 de octubre de 1969) es un actor y actor de voz estadounidense.

## Filmografía

### Cine
| Año  | Título                                      | Papel             |
| ---- | ------------------------------------------- | ----------------- |
| 1991 | Diving In                                   | Rick              |
| 1992 | Crossing the Bridge                         | Rinny             |
| 1993 | The Program                                 | Bud-Lite Kaminski |
| 1994 | Wagons East                                 | Abe Ferguson      |
| 1994 | La sombra                                   | Guardia           |
| 1996 | Twister                                     | Bubba             |
| 1997 | George of the Jungle                        | Thor              |
| 1997 | U Turn                                      | Motorista N° 1    |
| 1997 | The Postman                                 |                   |
| 1997 | Under Oath                                  | Geoff Carmichael  |
| 1997 | I Woke Up Early the Day I Died              |                   |
| 1998 | Rugrats: La película - Aventuras en pañales | Serge (voz)       |
| 1999 | Out in Fifty                                | Spike             |
| 2001 | The Man Who Wasn't There                    | Hombre            |
| 2002 | Zig Zag                                     | Hector            |
| 2003 | Open Range                                  | Mose Harrison     |
| 2004 | De perdidos al río                          | Dennis            |
| 2004 | Miss Congeniality 2: Armed and Fabulous     | Lou Steele        |
| 2006 | Charlotte's Web                             | Cerdo (voz)       |
| 2006 | Wristcutters: A Love Story                  | Erik              |
| 2012 | Dark Canyon                                 | Garrett Kain      |
| 2014 | Una noche en el Viejo México                |                   |
| 2015 | Little Boy                                  | Teacup            |
| 2023 | The Old Way                                 | Big Mike          |

### Televisión
| Año       | Título                             | Papel                                        | Notas                    |
| --------- | ---------------------------------- | -------------------------------------------- | ------------------------ |
| 1990      | Growing Pains                      | Niño                                         | 1 episodio               |
| 1990-1996 | Wings                              | R. J.                                        | 2 episodios              |
| 1991-1993 | Married... with Children           | Jimmy                                        | 2 episodios              |
| 1992-1993 | Parker Lewis Can't Lose            | Francis Lawrence "Larry" Kubiac II           | 7 episodios              |
| 1992      | Blossom                            | Francis                                      | 1 episodio               |
| 1992      | Roseanne                           | Dan de adolescente                           | 1 episodio               |
| 1992      | Angel Street                       | Rufus                                        | Película para televisión |
| 1992      | Out There                          | Roy                                          | Película para televisión |
| 1993      | Grace Under Fire                   | Mark                                         | 1 episodio               |
| 1995      | Magic Island                       | Duckbone                                     | Película para televisión |
| 1997-1998 | Sleepwalkers                       | Vince Konefke                                | 9 episodios              |
| 1997-2009 | ER                                 | Jerry Markovic (Administrativo de Urgencias) | 137 episodios            |
| 1998      | Tempting Fate                      | John Bollandine                              | Película para televisión |
| 1999      | The X-Files                        | Big Mike                                     | 1 episodio               |
| 1999      | A Touch of Hope                    | Neil Bachman                                 | Película para televisión |
| 2000      | Dark Angel                         | Break                                        | 1 episodio               |
| 2001      | Buffy the Vampire Slayer           | Olaf                                         | 2 episodios              |
| 2002      | Going to California                | Harvey                                       | 1 episodio               |
| 2005      | Criminal Minds                     | Frank Fielding                               | 1 episodio               |
| 2006-2008 | Men in Trees                       | Ben Tomasson                                 | 36 episodios             |
| 2010      | Happy Town                         | Dave Duncan                                  | 6 episodios              |
| 2010-2011 | Memphis Beat                       | Sgt. J. C. Lightfoot                         | 20 episodios             |
| 2012      | Bones                              | Willis McCullum                              | 1 episodio               |
| 2013      | Once Upon a Time                   | Arlo                                         | 1 episodio               |
| 2017      | APB                                | Pete McCann                                  | 7 episodios              |
| 2019      | Chicago_Fire_(serie_de_televisión) | Russ LaPointe                                | 1 episodios              |